# Hotel Rogner
El Hotel Rogner es un hotel de lujo ubicado al sur del Bulevar Deshmoret e Kombit del propio centro de la ciudad de Tirana, la capital de Albania. Se encuentra cerca del palacio presidencial y las embajadas extranjeras y es un lugar notable para conferencias. El hotel, que destaca por su forma distintiva de media luna, cuenta con 136 habitaciones y está rodeado de jardines de estilo mediterráneo. 